# St. Thomas von Aquin (Trockau)

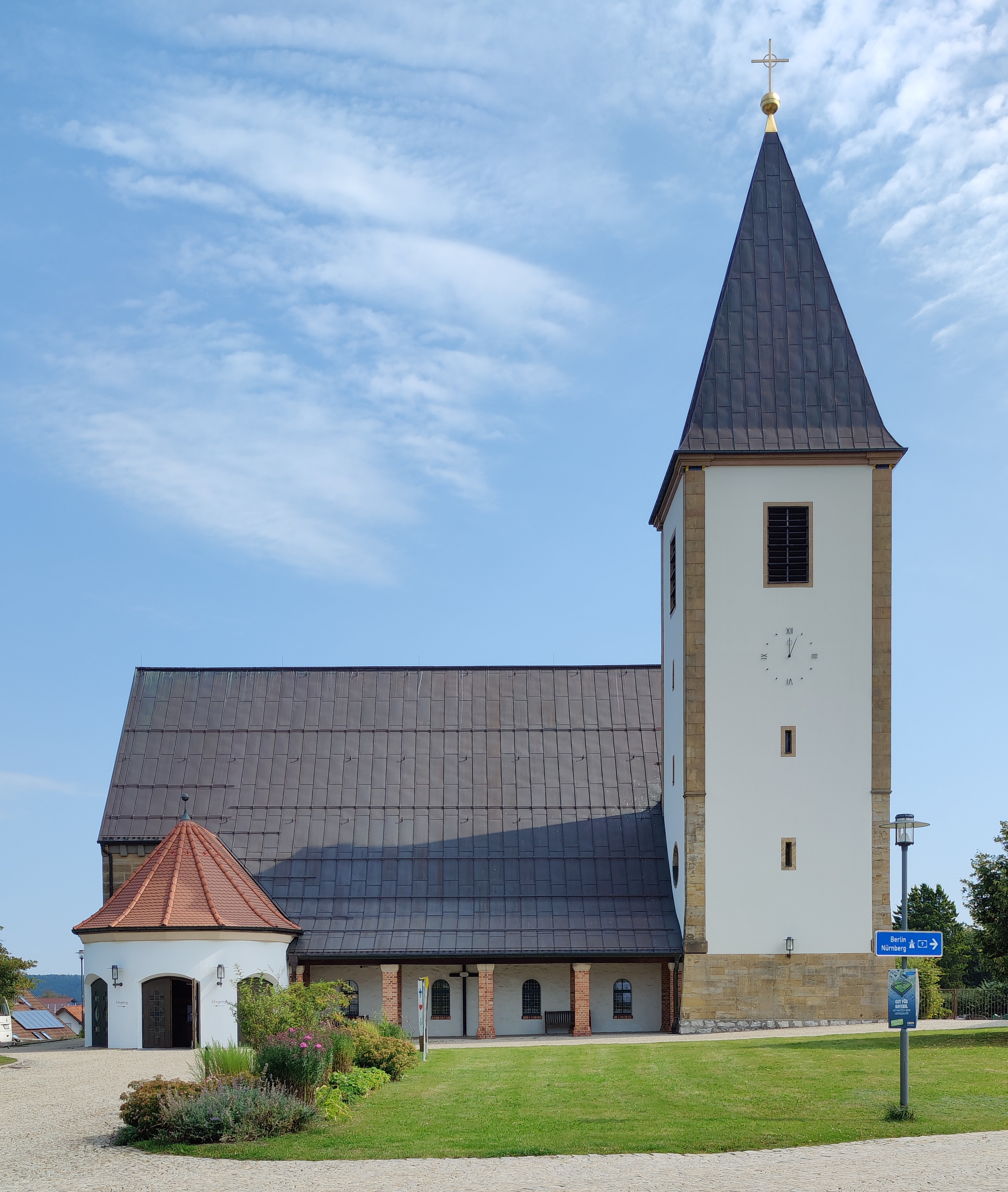
St. Thomas von Aquin Trockau

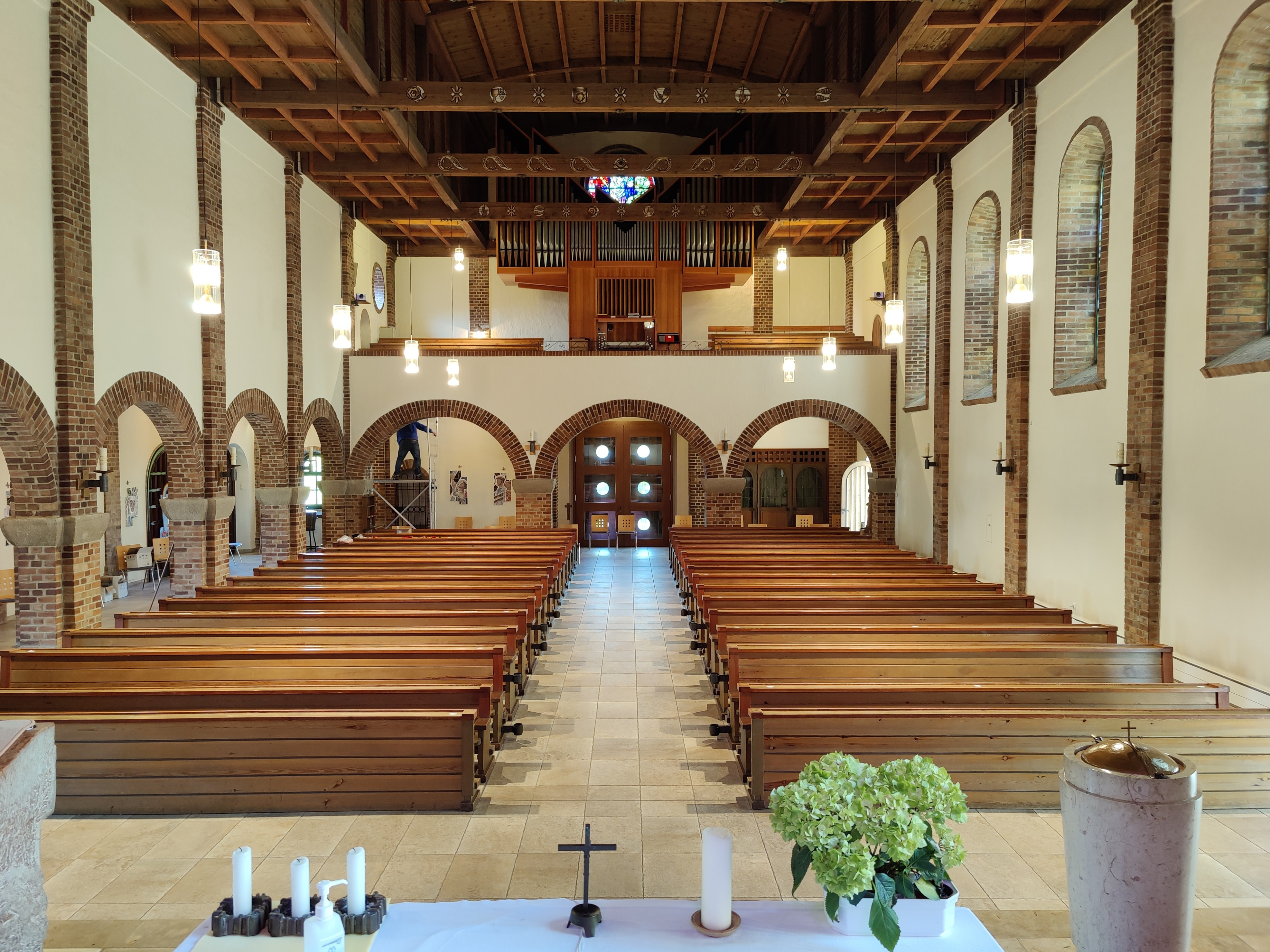
Innenansicht gen Norden (2021)

Die römisch-katholische Pfarrkirche St. Thomas von Aquin in Trockau, einem Ortsteil der Stadt Pegnitz im oberfränkischen Landkreis Bayreuth, ist ein moderner Kirchenbau, der in den Jahren 1949/1950 nach den Plänen des Nürnberger Architekten Gerhard G. Dittrich errichtet wurde. Im Jahr 2010 wurde das Gotteshaus zur Autobahnkirche ernannt.

## Lage und Umgebung
Die Pfarrkirche befindet sich am höchsten Punkt der Ortschaft Trockau, die am östlichen Abhang der Fränkischen Schweiz liegt. Das Gotteshaus, etwa 250 Meter westlich der Bundesautobahn 9, einer der am stärksten befahrenen Autobahnen Europas, ist von der Talbrücke Trockau aus gut einsehbar. Die Autobahnkirche ist rund 500 Meter von der Anschlussstelle Trockau entfernt. Südöstlich der Kirche befindet sich der örtliche Friedhof.

## Geschichte
Die Grundsteinlegung zum Kirchenbau in Trockau erfolgte am 5. August 1949. Am 15. November 1950 wurde das Gotteshaus geweiht. Aufgrund der knappen finanziellen Mittel in der Nachkriegszeit wurde zunächst in das Nötigste investiert. So wurde beispielsweise der Kreuzweg erst im Jahr 1958 vollendet. Der Kirchturm wurde erst 1969 erbaut. Drei Jahre später wurden das große Friedhofskreuz und das Kriegerdenkmal erstellt. Im Jahr 1976 wurde eine neue Orgel angeschafft, die 1993 generalüberholt werden musste. Im Jahr 1978 kam der heutige Volksaltar in die Pfarrkirche. In den 1980er Jahren wurde der bisher gravierendste bauliche Eingriff vollzogen. Östlich des bestehenden Kirchenbaus wurde ein separater Baukörper für Sakristei und Winterkirche errichtet, der über verglaste Durchgänge mit dem Kirchenschiff verbunden wurde.
Nachdem der Erzbischof von Bamberg, Ludwig Schick, und die evangelische Regionalbischöfin von Bayreuth, Dorothea Greiner, bereits im November 2009 ihr Einverständnis erklärt hatten, wurde St. Thomas von Aquin durch ein Schreiben des damaligen Bundesverkehrsministers Peter Ramsauer vom 15. Februar 2010 zur Autobahnkirche ernannt. Im Jahr 2011 die südwestlich angebaute Taufkapelle in einen Andachtsraum für Reisende umgestaltet.
|  |  |  |

## Beschreibung

### Außenbau
Die Pfarrkirche bildet einen langgestreckten Baukörper, der überwiegend aus unverputztem Sandstein besteht, und weist ein steil aufragendes, ziegelgedecktes Satteldach auf. Der Chor ist nach Süden ausgerichtet. Der südwestlich angebaute Turm ist verputzt und schließt nach oben hin mit einem steilen, ziegelgedeckten Pyramidendach ab. Auf der Nordwestseite ist ein apsidenartiger Anbau zu finden, der früher als Taufkapelle, heute als Andachtsraum für Reisende dient.
Zwischen Turm und Andachtsraum wurden ein Seitenschiff und eine Arkadenreihe eingefügt. Auf der Ostseite fehlen derartige Anbauten. Hier befindet sich – vom Hauptschiff abgesetzt – ein neuerer Baukörper, der Sakristei und Winterkirche beherbergt. Dieser ist über zwei verglaste Durchgänge mit der Hauptkirche verbunden.

### Altarraum

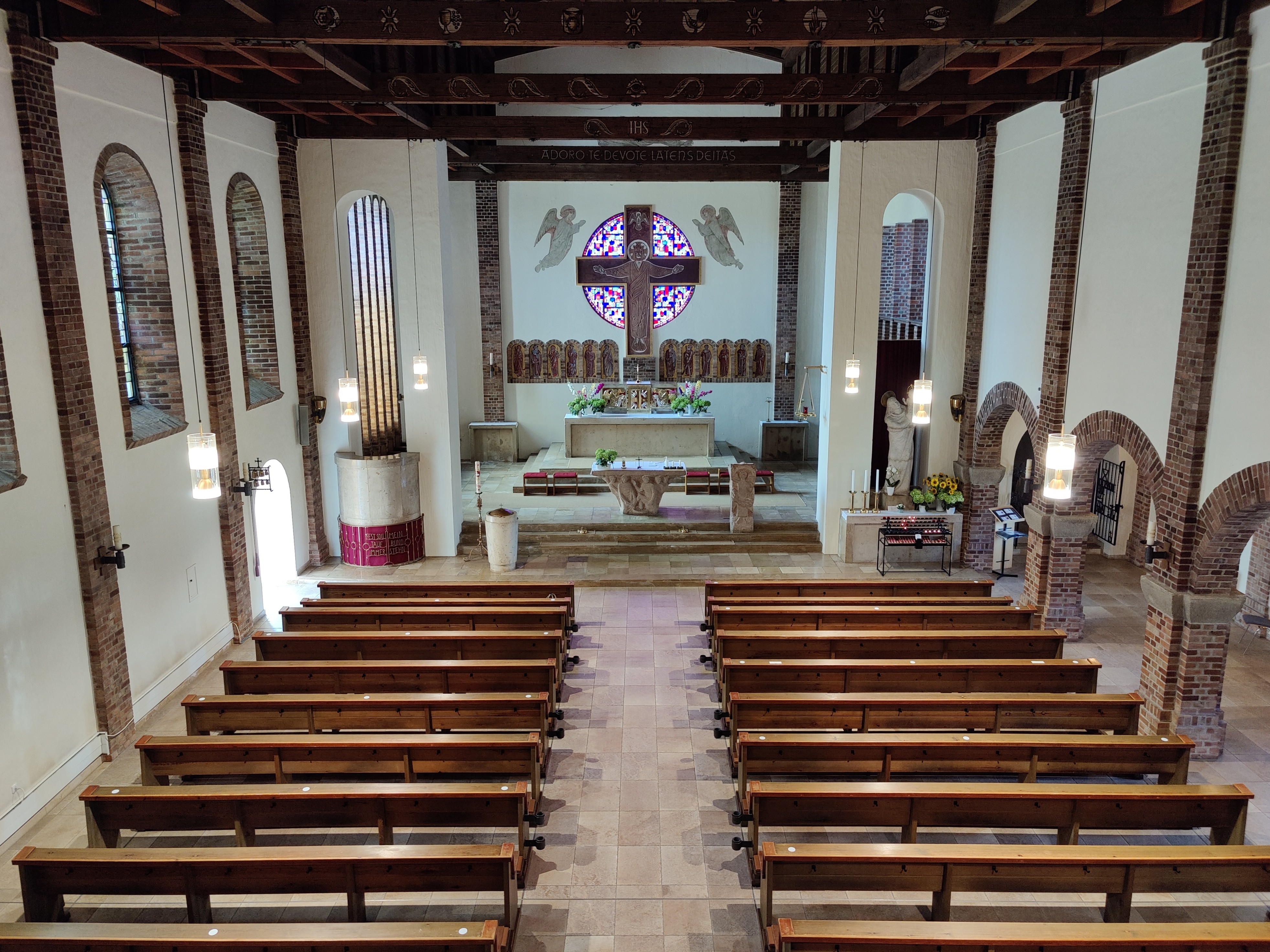
Innenansicht gen Süden (2021)

An der Rückwand des eingezogenen Altarraums befindet sich eine überlebensgroße Darstellung des gekreuzigten Jesus als Christkönig. Im oberen Kreuzesarm ist die Heilig-Geist-Taube zu sehen. Die Darstellung wird von zwei schwebenden Engeln flankiert und von einem Buntglasfenster hinterleuchtet. Zu Füßen des Kreuzes befinden sich Bilder der zwölf Apostel in kleinen, von Backsteinen eingefassten Rundbogennischen. Darunter steht die Mensa des Hochaltars mit dem vergoldeten Tabernakel.
Der am 4. März 1978 geweihte Volksaltar, dessen Unterbau eine Reliefdarstellung der Fußwaschung Petri durch Christus zeigt. Am Ambo ist eine weitere Reliefdarstellung zu sehen, die einen Engel zeigt, welcher der Gemeinde eine aufgeschlagene Bibel zeigt. Anstelle des rechten Seitenaltares befindet sich eine überlebensgroße Figur der Mutter Gottes mit Kind. Gegenüber steht seit der Auflösung der Taufkapelle der Taufstein. Dieser weist an der Basis ein Gitter mit der Inschrift „Fest soll mein Taufband immer stehen“ auf.

### Kirchenschiff
Das Kirchenschiff, dessen Innenwände von Pfeilern aus hart gebranntem Backstein gegliedert werden, besitzt einen offenen Dachstuhl. Das westliche Seitenschiff ist durch runde Scheidbögen abgetrennt, die von Backsteinlisenen eingefasst werden. Der 1958 fertiggestellte, moderne Kreuzwegzyklus umfasst vierzehn Buntkeramik-Bilder. Die Buntglasfenster im Kirchenschiff zeigen die Bistumsheiligen Kaiser Heinrich und Kaiserin Kunigunde sowie die heilige Elisabeth und den Bruder Konrad. Neben dem Marienaltar befindet sich als Abschluss des westlichen Seitenschiffs eine Gedächtniskapelle, über deren Altar im Glasfenster eine Pietà dargestellt wird. Während der Karwoche findet hier ein Heiliges Grab seinen Platz.

### Orgel

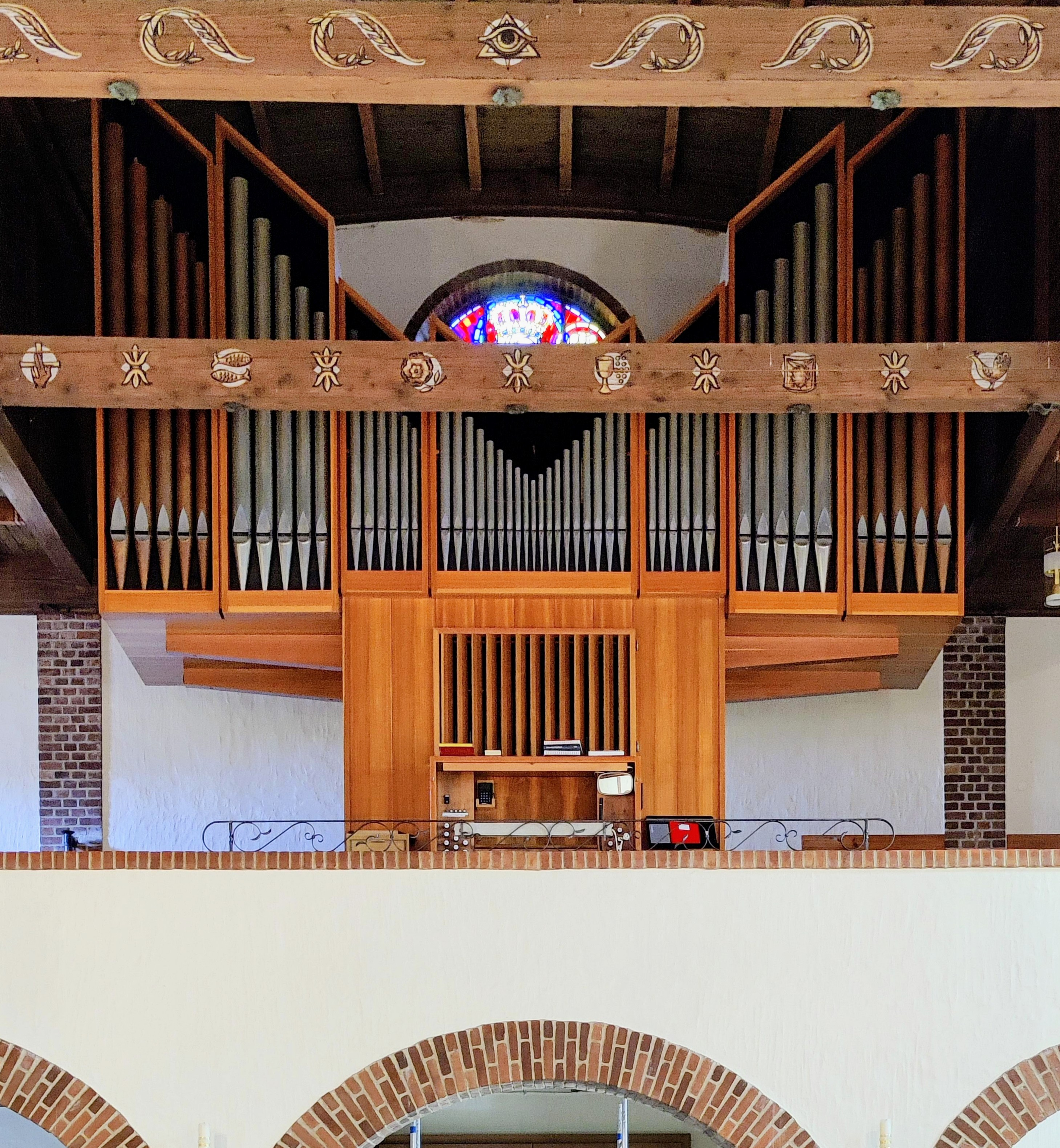
Hey-Orgel

Die Orgel wurde von Wolfgang Hey aus Ostheim vor der Rhön erbaut und am 11. April 1976 geweiht. Im Jahr 1993 wurde sie generalüberholt und zusätzlich mit einer 32-fachen Setzerkombination ausgestattet. Eine weitere Revision erfolgte 2021. Das Schleifladeninstrument umfasst insgesamt 22 Register auf zwei Manualen und Pedal. Die Disposition lautet wie folgt:
| I Hauptwerk C–g3 |             |        |
| 1.               | Prinzipal   | 8′     |
| 2.               | Rohrflöte   | 8′     |
| 3.               | Oktave      | 4′     |
| 4.               | Gemshorn    | 4′     |
| 5.               | Nasard      | 2 ⁄3′  |
| 6.               | Blockflöte  | 2′     |
| 7.               | Terzflöte   | 1 3⁄5′ |
| 8.               | Mixtur IV–V |        |
| 9.               | Trompete    | 8′     |
|                  | Tremulant   |        |

| II Schwellwerk C–g3 |              |       |
| 10.                 | Gedackt      | 8′    |
| 11.                 | Weidenpfeife | 8′    |
| 12.                 | Koppelflöte  | 4′    |
| 13.                 | Oktave       | 2′    |
| 14.                 | Quintlein    | 1 ⁄3′ |
| 15.                 | Zimbel III   | 1⁄2′  |
| 16.                 | Krummhorn    | 8′    |
|                     | Tremulant    |       |

| Pedal C–f1 |           |     |
| 17.        | Subbaß    | 16′ |
| 18.        | Oktavbaß  | 8′  |
| 19.        | Gedackt   | 8′  |
| 20.        | Pommer    | 4′  |
| 21.        | Baßzink V |     |
| 22.        | Posaune   | 16′ |

- Koppeln: II/I, II/P, I/P